# Toxicocalamus ernstmayri
Espèce
Toxicocalamus ernstmayri est une espèce de serpents de la famille des Elapidae.

## Répartition
Cette espèce est endémique de Papouasie-Nouvelle-Guinée. Elle se rencontre dans les Star mountains.

## Description
Le spécimen adulte femelle observé lors de la description originale mesure 1 100 mm de longueur standard.

## Étymologie
Cette espèce est nommée en l'honneur d'Ernst Mayr.

## Publication originale
- O'Shea, Parker & Kaiser, 2015 : A New Species of New Guinea Worm-Eating Snake, Genus Toxicocalamus (Serpentes: Elapidae), From the Star Mountains of Western Province, Papua New Guinea, With a Revised Dichotomous Key to the Genus. Bulletin of the Museum of Comparative Zoology, vol. 161, no 6, p. 241-264 (texte intégral).